# 3LCD
3LCD는 현대 디지털 프로젝터에 사용되는 주요 LCD 프로젝션 컬러 이미지 생성 기술의 이름이자 브랜드이다. 3LCD 기술은 1980년대 일본 영상 회사인 세이코 엡손에 의해 개발 및 개선되었고, 1988년에 프로젝터 사용을 위해 처음으로 라이선스를 취득했다. 1989년 1월, 엡손은 최초의 3LCD 프로젝터인 VPJ-700을 출시했다.
엡손이 여전히 3LCD 기술을 소유하고 있지만, 이 기술은 단순히 기술의 이름을 딴 관련 조직인 "3LCD"에 의해 판매되고 있다. 이 조직은 제품에 3LCD 기술을 사용하도록 라이선스를 받은 프로젝터 제조업체들의 컨소시엄이다. 현재까지 전 세계적으로 약 40개의 다른 프로젝터 브랜드가 3LCD 기술을 채택했다.
전자 산업 연구 회사인 퍼시픽 미디어 어소시에이츠(Pacific Media Associates)에 따르면, 3LCD 기술을 사용하는 프로젝터는 2009년 세계 디지털 프로젝터 시장의 약 51%를 차지했다.
3LCD 기술은 이미지 생성 엔진에 사용되는 3개의 LCD 패널 칩에서 이름을 따왔다.

## 3LCD 기술 작동 방식
백색광에서 색상 생성:

3LCD 기술을 사용하는 프로젝터는 램프의 백색광을 "다이크로익 미러"라고 불리는 특수 이색성 필터/반사체 어셈블리를 통해 통과시켜 빨강, 초록, 파랑의 세 삼원색으로 분리하는 방식으로 작동한다. 각 다이크로익 미러는 특정 색상 파장의 빛만 통과시키고 나머지는 반사시킨다. 이런 방식으로 백색광은 세 개의 원색 광선으로 분리되고, 각 광선은 자체 LCD 패널로 향하며 그 패널을 통과한다.
LCD에서의 이미지 생성:

프로젝터의 세 LCD 패널은 투사할 이미지를 생성하기 위한 전자 신호를 수신하는 요소이다. LCD의 각 화소는 액정으로 덮여 있다. 액정에 주어지는 전하를 변경함으로써, LCD의 각 화소는 완전히 불투명해질 때까지 어둡게 할 수 있으며(완전한 검정색을 위해), 완전히 투명해질 때까지 밝게 할 수 있고(완전한 흰색을 위해 모든 램프 빛이 통과하도록 허용), 다양한 투명도로 음영을 조절할 수 있다(다양한 회색 음영을 위해). 이는 디지털 시계의 문자가 배터리가 새것일 때는 LCD에 진하고 검게 나타나지만, 배터리가 약해지면 점차 흐려지는 방식과 유사하다. 이런 방식으로, 각 원색의 모든 화소에 대한 밝기 수준을 매우 정밀하게 제어하여 화면에 필요한 최종 화소의 특정 색상과 밝기 수준을 생성할 수 있다.
컬러 이미지 재결합 및 투사:

각 색상 빛이 개별 LCD 패널을 통과한 후, 광선은 이색성 프리즘에서 재결합되어 최종 이미지를 형성하고, 이 이미지는 렌즈를 통해 반사되어 나간다.

## 경쟁
주류 프로젝터 시장에서 3LCD 기술의 경쟁자는 단일 칩 DLP 기술(텍사스 인스트루먼트가 개발)과 훨씬 적은 정도로 LCOS 프로젝션 기술이다.

## 장점
3LCD 프로젝션 기술 지지자들은 이 기술이 가장 가까운 경쟁 기술에 비해 다음과 같은 장점을 가지고 있다고 주장한다.
- 3LCD 프로젝터는 단일 칩 DLP 프로젝터보다 더 높은 색광 출력을 가질 수 있다. 이는 3LCD 프로젝터가 모든 세 가지 색상의 광선을 혼합하고 투사하여 각 개별 화소의 색상을 형성하는 반면, 단일 칩 DLP 프로젝터는 한 번에 하나씩 순차적으로 색상을 투사하며 인간의 색상 인지에 의존하여 각 화소의 올바른 색상을 혼합하고 해석하기 때문이다.
- 3LCD 프로젝터는 일반적으로 동일한 밝기 등급의 단일 칩 DLP 프로젝터에 비해 전력 소모가 적다.
- 단일 칩 DLP 프로젝터의 작동 방식은 때때로 이미지나 관찰자의 눈이 움직일 때 잘못된 색상이 잠시 인식되는 "무지개" 또는 "색상 분리 효과"를 시청자가 보게 한다.[5] 3LCD 프로젝터는 세 가지 기본 색상을 항상 표시하므로 이러한 현상이 나타나지 않는다.
- 3LCD 프로젝터는 투사된 이미지의 각 화소에 밝기 수준의 부드러운 변화를 주어 더 미세한 이미지 그라데이션을 표시할 수 있다. 이는 LCD 패널의 각 화소에 대한 액정이 전하를 변화시킴으로써 미세한 불투명도 수준을 가질 수 있기 때문이다. 반면에 단일 칩 DLP 프로젝터는 DMD 칩의 각 화소에 램프 빛을 렌즈로 반사하는 단일 거울을 가지고 있다. 이 프로젝터는 거울을 켜거나 끄는 상태 사이에서 다양한 주파수로 진동시켜 각 화소의 밝기를 변화시키고, 인간의 인지에 의존하여 각 화소의 밝기를 해석한다.
- 3LCD 프로젝터는 일반적으로 LCOS 또는 3칩 DLP 기술을 사용하는 프로젝터보다 가격이 저렴하다.

## 단점
- 대형 픽셀 피치를 가진 구형 3LCD 프로젝터는 보통 "스크린 도어 효과"가 있다.
- 단일 칩 DLP 프로젝터는 일반적으로 비슷한 가격 또는 밝기 등급의 구형 3LCD 모델에 비해 명암비가 높다.
- 가장 작은 단일 칩 DLP 프로젝터는 가장 작은 3LCD 프로젝터 모델보다 작다.
- 현재 LCOS 프로젝터 모델은 일반적으로 3LCD 프로젝터보다 더 높은 해상도에서 더 선명한 이미지를 제공한다.